# Élisabeth de Brandebourg (1474-1507)

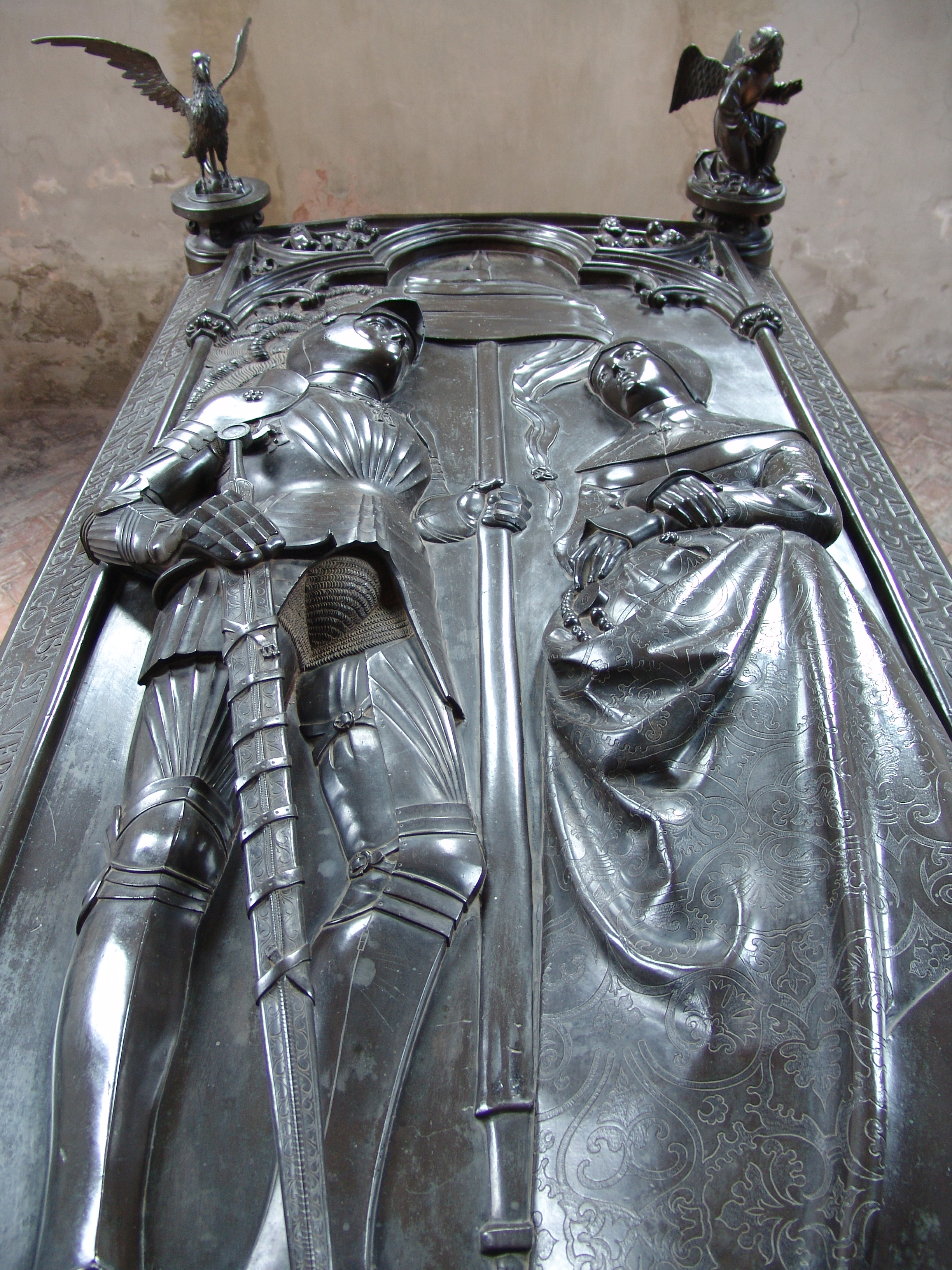
Gisant du comte Hermann et de son épouse Élisabeth de Brandebourg par Peter Vischer dans la collégiale de Römhild

Élisabeth de Brandebourg (née le 8 avril 1474 à Ansbach et morte le 25 avril 1507 à Römhild) est une princesse de Brandebourg et devient comtesse d'Henneberg par mariage. 

## Biographie
Élisabeth est une fille de l'électeur de Brandebourg Albert Achille (1414-1486) de son deuxième mariage avec Anne (1436-1512), fille de l'électeur Frédéric II de Saxe. Son père raconte sa naissance au comte Haugk zu Medenberg: «Nous vous avons également fait savoir que notre femme a été heureuse d'accoucher le Vendredi saint grâce à l'aide de Dieu et nous a donné une fille avec une grande bouche comme celle de Wirtemberg."
Elle se marie le 23 octobre 1491 à Aschaffenbourg avec le comte Hermann VIII d'Henneberg (1470–1535) de la lignée Aschach-Römhild, après avoir été fiancée à lui à l'âge de huit ans. 
Élisabeth est enterrée dans la collégiale de Römhild. Son gisant en bronze, d'une grande valeur historique, sur laquelle elle est représentée avec son mari, est coulée par le sculpteur de Nuremberg Peter Vischer et ses fils. 

## Descendance
Élisabeth a eu les enfants suivants de leur mariage: 
- George III (1492-1536), comte d'Henneberg
- Élisabeth, religieuse
- Berthold XVI (1497-1549), comte d'Hennberg-Römhild

épouse en 1529 la comtesse Anna de Mansfeld (morte en 1542)
- Frédéric III (mort en 1501)
- Albert (1499–1549), comte d'Henneberg-Schwarza

épouse en 1537 la comtesse Catherine de Stolberg (1514-1577)
- Apolline (née en 1501)

épouse en 1518 le comte Gottfried Werner de Zimmern (1484-1554)
- Anne, nonne
- Othon V (mort en 1547), chanoine à Strasbourg
- Marguerite, religieuse